# Korana (langue)
Le korana, aussi appelé ǃorakobab, khoemana, ǃora ou griqua, est une langue en voie de disparition d'origine Khoe d’Afrique du Sud.

## Terminologie
Le khoemana (qui vient de khoe (peuple) et mana (langue)) est plus connu sous l'appellation korana /kɒˈrɑːnə/ (également ǃorakobab, ǃora, kora, koraqua) ou encore griqua (aussi gri [xri], xri, xiri, xirikwa). Le terme korana reflète l’endonyme ǃora [ǃoɾa] ou ǃgora [gǃoɾa], en référence au peuple ǃOra. Parfois la langue ǃora est aussi connue sous le nom de khoe du Cap ou hottentot du Cap. Ces différentes appellations sont souvent considérées comme des langues différentes (appelées khoekhoe du Sud lorsqu’elles sont traitées ensemble), mais elles ne correspondent à aucune distinction dialectique réelle et les locuteurs peuvent utiliser le korana et le griqua de manière interchangeable. Il existe (ou existait) plusieurs dialectes khoemana dont les détails ont été perdus.